# Электровоз Rc
Электровоз Rc — четырёхосный электровоз переменного тока (15 кВ, 16⅔ Гц) строившийся на заводах шведской компании Allmänna Svenska Elektriska Aktiebolaget. Электровоз универсален, применяется как для пассажирских, так и для грузовых перевозок.

## Производство
Производство электровоза было начато в 1967 году. Он должен был заменить электровозы серий Ra, F, D, Da. Большим отличием электровоза является тиристорная схема изменения напряжения на тяговых электродвигателях.
Электровоз может эксплуатироваться по системе СМЕТ в сцепе двух или трёх единиц, причём как с Rc, так и с Rm. Впрочем, применение электровозов в сцепе из трёх секций часто ограничено мощностью подстанций, обеспечивающих питание контактной сети.
При производстве было создано 8 различных вариантов электровоза, отличавшихся скоростными и тяговыми характеристиками, предназначенными для вождения тяжёлых грузовых поездов и скорых пассажирских. В связи с этим конструкционная скорость разных локомотивов этой серии разная: от 135 км/ч до 180 км/ч.
Электровозы этой серии экспортировались в другие страны: 10 ед. было поставлено в Австрию, 8 ед. в Иран, также осуществлялись поставки в Норвегию.
Электровозы, эксплуатирующиеся в Норвегии и Швеции, на месте метельников имеют плуговые снегоочистители.
В 2010 году начался ремонт и модернизация партии из 42 электровозов, принадлежащих Green Cargo, на заводе Bombardier в городе Вестерос.
По лицензии ASEA электровозы выпускались в Румынии (Социалистическая республика Румыния) производитель Electroputere Craiova, Югославии (Социалистическая Федеративная Республика Югославия, Хорватия), производитель — KONČAR, США , производитель Electro-Motive Diesel (EMD), модель AEM7. 
Производившиеся по лицензии в Югославии и Румынии локомотивы до сих пор являются одними из самых массовых электровозов в Румынии, странах бывшей Югославии, Болгарии. Электровозы румынского производства поставлялись на экспорт в Болгарию, Югославию, Турцию.

## Модификации

### Rc1
Электровоз производился в 1967 году, первоначально имел обозначение Rc, стал именоваться Rc1 только с выпуском Rc2. Было произведено 20 ед, из них 17 остаются в работе по сей день. Использовались первоначально со скорыми пассажирскими поездами, позднее использовались также и для вождения грузовых поездов.
В начале 1990-х SJ AB не знала что делать с этими уже устаревшими электровозами: списать их или модернизировать. В результате электровозы прошли модернизацию. Отличить прошедние модернизацию электровозы можно по новым воздухозаборникам (они отличаются от Rc2, Rc3 и Rc4) и новой схеме окраски. В 2001 году электровозы стали использоваться Green Cargo.

### Rc2
Электровоз производился с 1969 по 1975 год. Использовался во всех видах движения, в настоящее время используется исключительно с грузовыми поездами.
В 1970 году 10 электровозов этой модификации поступили на дороги Австрии.

### Rc3
За счёт изменения передаточного отношения тяговой передачи электровоз имеет конструкционную скорость 160 км/ч. Первоначально было построено 10 электровозов, но затем были модернизированы несколько Rc2.
Используются SJ AB, а также Green Cargo для почтовых поездов.
Эксплуатация грузовых поездов производится в большей части Швеции и Норвегии.

### Rc4
Модификация начала производиться с 1975 года. Всего было построено 130 ед., из них 128 остаются в эксплуатации.
Один из электровозов этой модификации попал в 1976 году в распоряжение Amtrak (получил там обозначение X995).

### Rc5
Rc5 внешне довольно сильно отличается от Rc4, прежде всего отличная от них форма воздухозаборников.
Конструкционная скорость этой модификации 135 км/ч.
Первоначально было построено 60 ед. Однако со временем эти электровозы были модернизированы до Rc6.